# William Bell Scott
William Bell Scott (12 de setembre de 1811 – 22 de novembre de 1890) fou un pintor escocès que pintava a l'oli, aquarel·la, i de vegades amb la tècnica del gravat. També va ser poeta i professor d'art, i les seves memòries publicades pòstumament donen una viva imatge de la vida en el cercle dels prerafaelites; fou amic molt proper de Dante Gabriel Rossetti.
Després de criar-se a Edimburg, va marxar a Londres, i des de 1843 fins al 1864 va ser director de l'Escola d'Art pública de Newcastle upon Tyne, on va afegir temes industrials al seu repertori de paisatges i pintura històrica. Va ser un dels primers artistes britànics que va representar àmpliament els processos de la Revolució Industrial. Va tornar a Londres, on va treballar per al Departament de Ciència i Art fins al 1885.
Va pintar un cicle de temes històrics barrejats amb escenes de la indústria moderna pel Wallington Hall de Northumberland (actualment National Trust), les seves obres més conegudes, i un cicle purament històric pel castell de Penkill a Escòcia. No va pintar massa retrats, però el seu impactant retrat del seu amic Algernon Charles Swinburne és la imatge icònica del poeta. Els seus aiguaforts eren majoritàriament dissenyats per il·lustrar els seus llibres.